# Kevin Vázquez (calciatore 2001)
Kevin Alejandro Vázquez (Haedo, 19 marzo 2001) è un calciatore argentino, centrocampista del Vélez Sarsfield.

## Carriera
Vázquez è cresciuto nel Ferro Carril Oeste, con cui ha firmato il primo contratto professionistico nel 2020. Ha debuttato in prima squadra il 18 settembre 2022 nell'incontro di Primera B Nacional vinto 3-1 contro il Dep. Madryn. Nella stagione successiva ha iniziato a giocare con maggior frequenza disputando 31 incontri nella serie cadetta argentina.
Nel 2024 è stato ceduto in prestito al Central Córdoba (SdE).

## Statistiche

### Presenze e reti nei club
Statistiche aggiornate al 5 aprile 2025.
| Stagione                  | Squadra                   | Campionato                | Campionato | Campionato | Coppe nazionali | Coppe nazionali | Coppe nazionali | Coppe continentali | Coppe continentali | Coppe continentali | Altre coppe | Altre coppe | Altre coppe | Totale | Totale | Totale |
| Stagione                  | Squadra                   | Comp                      | Pres       | Reti       | Comp            | Pres            | Reti            | Comp               | Pres               | Reti               | Comp        | Pres        | Reti        | Pres   | Reti   |        |
| ------------------------- | ------------------------- | ------------------------- | ---------- | ---------- | --------------- | --------------- | --------------- | ------------------ | ------------------ | ------------------ | ----------- | ----------- | ----------- | ------ | ------ | ------ |
| 2022                      | Ferro Carril Oeste        | PBN                       | 4          | 0          | CA              | 0               | 0               | -                  | -                  | -                  | -           | -           | -           | 4      | 0      |        |
| 2023                      | Ferro Carril Oeste        | PBN                       | 31         | 0          | CA              | 0               | 0               | -                  | -                  | -                  | -           | -           | -           | 31     | 0      |        |
| Totale Ferro Carril Oeste | Totale Ferro Carril Oeste | Totale Ferro Carril Oeste | 35         | 0          |                 | 0               | 0               |                    | -                  | -                  |             | -           | -           | 35     | 0      |        |
| 2024                      | Central Córdoba (SdE)     | PD                        | 24         | 2          | CA+CdL          | 6+8             | 0               | -                  | -                  | -                  | -           | -           | -           | 38     | 2      |        |
| 2025                      | Vélez Sarsfield           | PD                        | 3          | 0          | CA              | 1               | 0               | CL                 | 1                  | 0                  | SA          | -           | -           | 5      | 0      |        |
| Totale carriera           | Totale carriera           | Totale carriera           | 62         | 2          |                 | 15              | 0               |                    | 1                  | 0                  |             | -           | -           | 78     | 2      |        |

## Palmarès

### Club

#### Competizioni nazionali
- Copa Argentina: 1

Central Córdoba (SdE): 2024